# Rudgöl (Dalhems socken, Småland)
Rudgöl är en sjö i Västerviks kommun i Småland och ingår i Storån-Botorpsströmmens kustområde.